# Aeropuerto de Barcelos
Aeropuerto de Barcelos (IATA: BAZ, OACI: SWBC), es el aeropuerto que da servicio a Barcelos, Brasil.

## Aerolíneas y destinos
| Aerolíneas   | Destinos |
| ------------ | -------- |
| Azul Conecta | Manaus   |

## Acceso
El aeropuerto está ubicado a 2 km (1 mi) del centro de Barcelos.